# サン・デメトリオ・コローネ
サン・デメトリオ・コローネ（イタリア語: San Demetrio Corone, アルバニア語: Shën Mitri）は、イタリア共和国カラブリア州コゼンツァ県にある、人口約3,400人の基礎自治体（コムーネ）。
アルバレシュ人と呼ばれるアルバニア系住民のコミュニティがある。

## 地理

### 位置・広がり
コゼンツァ県中部のコムーネ。県都コゼンツァから北北東へ32kmの距離にある。

#### 隣接コムーネ
隣接するコムーネは以下の通り。
- アクリ
- コリリアーノ＝ロッサーノ
- サン・コズモ・アルバネーゼ
- サンタ・ソフィーア・デピーロ
- タルシア
- テッラノーヴァ・ダ・シーバリ

## 行政

### 分離集落
サン・デメトリオ・コローネには、以下の分離集落（フラツィオーネ）がある。
- Macchia Albanese, Guriza, Sofferetti, Sant'Agata, San Nicola, Piedigallo

## 社会
アルバレシュ人と呼ばれるアルバニア系住民のコミュニティがある。分離集落マッキア・アルバネーゼ (Macchia Albanese) では、アルバニア語詩人デ・ラダ (Girolamo de Rada) が生まれた。

## 人物

### 著名な出身者
- デ・ラダ (Girolamo de Rada)  - 19世紀のアルバニア語詩人。マッキア・アルバネーゼ生まれ。